# سوتیچای یون
سوتیچای یون (تایلندی: สุทธิชัย หยุ่น؛ زادهٔ ۲۴ نوامبر ۱۹۴۶) مؤلف، روزنامه‌نگار، گوینده اخبار و بازیگر اهل تایلند است. وی از سال ۱۹۶۸ میلادی تاکنون مشغول فعالیت بوده است. وی گویندهٔ خبر شبکهٔ پی‌بی‌اس تایلند، مدیرعامل پیشین گروه نیشن مولتی‌مدیا، بنیان‌گذار و ویراستار روزنامه آنلاین نِـیشن و چندین شبکهٔ دیگر تایلندی همچون آی‌تی‌وی تایلند است.

از فیلم‌ها یا مجموعه‌های تلویزیونی که وی در آن‌ها نقش داشته است، می‌توان به وایت لوتوس اشاره نمود.